# Conte di Wilton
Conte di Wilton è un titolo nobiliare inglese nella Parìa del Regno Unito.

## Storia

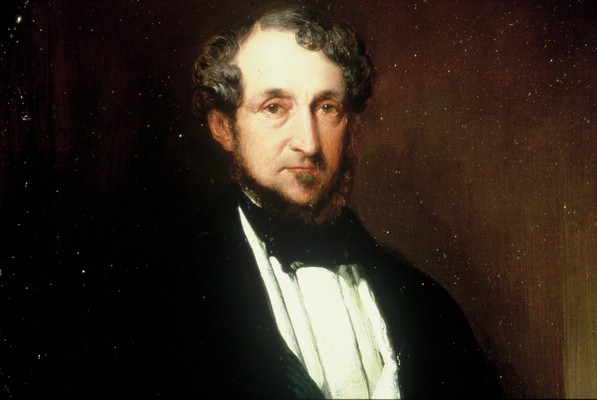
Thomas Egerton (1749 – 1814), che divenne VII baronetto nel 1756, Barone Grey de Wilton nel 1784, e Visconte Grey de Wilton e Conte di Wilton nel 1801.

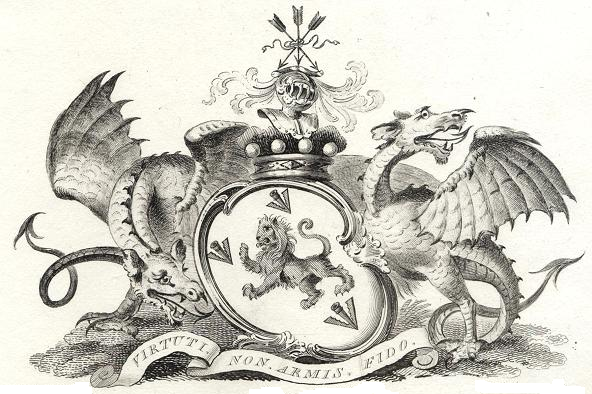
Stemma degli allora baroni di Wilton della famiglia Egerton.

Il titolo venne creato nel 1801 per Thomas Egerton, membro della famiglia Egerton e figlio primogenito di sir Thomas Grey Egerton, VI baronetto di Egerton e Oulton. Questi aveva risieduto a Heaton Hall presso Manchester ed aveva rappresentato il Lancashire al Parlamento, ed era discendente di sir Roland Egerton, I baronetto, che aveva sposato Bridget, sorella e coerede di  Thomas Grey, XV barone Grey de Wilton, che fu privato dei suoi titoli nel 1603. Thomas Egerton succedette a suo padre come VII baronetto nel 1756 e nel 1784 venne creato Barone Grey de Wilton, di Wilton Castle nella Contea di Hereford, nella Paria di Gran Bretagna, con possibilità di trasmissione agli eredi maschi.
Quando Thomas Egerton, I conte di Wilton morì nel 1814, la baronia Grey de Wilton si estinse dal momento che non ebbe eredi maschi, mentre la baronettia Grey Egerton passò ad un suo parente John Grey Egerton (1766–1825), che divenne VIII baronetto. I titoli di Conte di Wilton e Visconte Grey de Wilton passarono, per decreto speciale, al nipote del I conte Thomas Grosvenor (1799–1882), che adottò il cognome di Egerton e divenne II conte. Questi fu figlio secondogenito di lady Eleanor e primo marchese di Westminster, fratello minore di Richard Grosvenor, II marchese di Westminster e maggiore di Lord Robert Grosvenor, che venne creato Barone Ebury nel 1857. Il secondo conte prestò servizio come Lord Steward of the Household nel 1835 nell'amministrazione conservatrice di Sir Robert Peel.
Suo figlio primogenito, il III conte di Wilton, rappresentò Weymouth e Bath al parlamento tra le file dei conservatori. Nel 1875, sette anni prima di succedere a suo padre, venne elevato nella parìa come Barone Grey de Radcliffe, nella contea palatina di Lancaster. Ad ogni modo, il III conte rimase senza eredi ed alla sua morte nel 1885 la baornia si estinse ed egli venne succeduto negli altri titoli dal fratello minore, il IV conte di Wilton.
Nel 1999 alla morte del pronipote di quest'ultimo, il VII conte, la linea derivata dal II conte si estinse. Questi venne pertanto succeduto da un suo parente Francis Egerton Grosvenor, VI Barone Ebury (n. 1934), pronipote e discendente del già menzionato Robert Grosvenor, I barone Ebury, che divenne pertanto anche VIII conte di Wilton.

## Conti di Wilton (1801)
- Thomas Egerton, I conte di Wilton (1749–1814)
- Thomas Egerton, II conte di Wilton (1799–1882)
- Arthur Edward Holland Grey Egerton, III conte di Wilton (1833–1885)
- Seymour John Grey Egerton, IV conte di Wilton (1839–1898)
- Arthur George Egerton, V conte di Wilton (1863–1915)
- Seymour Edward Frederick Egerton, VI conte di Wilton (1896–1927)
- Seymour William Arthur John Egerton, VII conte di Wilton (1921–1999)[1]
- Francis Egerton Grosvenor, VIII conte di Wilton (n. 1934) Il VII conte non avendo avuto eredi, venne succeduto come VIII conte da Francis Egerton Grosvenor, figlio di Robert Egerton Grosvenor, V barone Ebury.[2]

L'erede apparente è il figlio dell'attuale detentore del titolo, Julian Francis Martin Grosvenor, visconte Grey de Wilton (n. 1959)